# Aleea Personalităților din Timișoara
Aleea Personalităților din Timișoara este un muzeu în aer liber, situat în Parcul Central „Anton Scudier”, unde sunt expuse 24 de busturi de bronz: de la Carol Robert de Anjou, care și-a stabilit capitala la Timișoara, la comandanți de oști, primari care au contribuit la dezvoltarea orașului, precum și medici, ingineri, scriitori, muzicieni și artiști plastici.

## Descriere
Inițiativa creării a început cu o dezbatere publică la începutul anului 2009 privind propunerile. Inițial erau avute în vedere 100 de personalități, iar în final a fost aprobată prin HCL 132 din 24 martie 2009 o listă cu 54 de poziții. Se prevedea ca busturile să aibă înălțimea de 80 cm și să fie amplasate pe socluri de 1,70 m. Primele 8 busturi urmau să fie ale lui Stan Vidrighin, Sever Bocu , Carol Küttel, János Török, Eugeniu de Savoya, Claudius Florimund Mercy, Aurel Cosma și Béla Bartók. Primele 7 urmau să fie realizate, iar al optulea achiziționat de la Fundația Triade. Cu primele șapte busturi aleea a fost inaugurată în 3 august 2009, de Ziua Timișoarei. Ulterior au fost dezvelite încă 16 busturi, în mai multe etape.
În 2015 a fost finalizată prima porțiune, cuprinzând 24 de busturi.

## Busturile de pe alee
Ordinea amplasării busturilor pe alee, respectiv a descrierii de mai jos este cea din figura alăturată.
1 Sever Bocu (1874–1951)

Sever Bocu

A fost contabil, ziarist, redactor la ziarul Tribuna din Arad, unul dintre fruntașii Partidului Național Român, ulterior ai Partidului Național Țărănesc, deputat de Timiș-Torontal, apoi ministru în guvernul lui Iuliu Maniu. A fost guvernator al județului Timiș-Torontal între 1938–1940.
Bustul său a fost realizat de Eugen Florin Bârzu (n. 1968) și dezvelit la 3 august 2009.

Eduard Pamfil

Carol Robert de Anjou

2 Aurel Cosma (1867–1931)
Avocat, membru al Marelui Sfat Național Român, a fost primul prefect al județului Timiș-Torontal după alipirea Banatului la România. După ce în 28 iulie 1919 ultimii militari sârbi au părăsit teritoriul revenit statului român, generalul francez De Tournadre l-a instalat ca prefect al județului nou constituit, unde a organizat administrația românească.
Bustul său a fost realizat de Rudolf Kocsis (n. 1963) și dezvelit la 3 august 2009.
3 Eugeniu de Savoya (1663–1736)

Eugeniu de Savoya

A fost conducătorul armatei habsburgice care la 18 octombrie 1716 a eliberat Timișoara de sub turci. În urma eliberării începe reconstrucția și dezvoltarea orașului drept capitală a Banatului. Prin colonizarea Banatului, Timișoara cunoaște o evoluție rapidă și o dezvoltare modernă, de factură europeană.
Bustul său a fost realizat de Linda-Saskia Menczel și dezvelit la 3 august 2009.
4 Claudius Florimund Mercy (1666–1734)
A fost primul guvernator al Banatului după eliberarea de sub turci. A fost autorul reconstrucției Timișoarei. A conceput planul de sistematizare a orașului, a demarat lucrările de fortificare, regularizarea cursului Begăi, a reorganizat transporturile, comerțul si poșta, a încurajat agricultura și a pus bazele unei industrii înfloritoare întru-n cartier nou creat — Fabric.
Bustul său a fost realizat de Dumitru Șerban și dezvelit la 3 august 2009.
5 Carol Telbisz (1853–1914)

Carol Telbisz

Provenit din comunitatea bulgară din Banat, timp de trei decenii (1885–1914) a fost cel mai longeviv si cel mai important primar al Timișoarei din toate timpurile. Sub administrația sa, la sfârșitul secolului XIX s-a decis demolarea vechilor fortificații din Timișoara, după ce în prealabil s-a realizat un plan urbanistic după modelul metropolelor occidentale. A reușit sa ridice urbea la un nivel la care nimeni nu se aștepta.
Bustul său a fost realizat de Laurențiu Balca și dezvelit la 3 august 2011. 
6 Iancu de Hunedoara (1387–1456)

Iancu de Hunedoara

Ban al Severinului din 1438, voievod al Transilvaniei între 1441-1456, mare comandant militar, tatăl regelui Matia Corvin. Iancu de Hunedoara a transformat Timișoara într-o tabără militară permanentă unde își forma oștirea înainte de a pleca în campaniile antiotomane de la sud de Dunăre. Între 1443–1447 a reconstruit vechiul castel al Timișoarei, ridicat de Carol Robert de Anjou.
Bustul său a fost realizat de Remus Irimescu (n. 1967) și dezvelit la 3 august 2011.
7 Deliu Petroiu (1922–2008)

Deliu Petroiu

Absolvent al Literelor, a participat la înființarea celebrului Cerc Literar de la Sibiu. A fost fondator al facultății de Filologie, profesor universitar, membru de onoare al Uniunii Scriitorilor din România, critic de artă și animator al activității literare și de arte plastice din Timișoara.
Bustul său a fost realizat de Aurel Gheorghe Ardeleanu și dezvelit la 3 august 2012.
8 Ion Românu (1918–1980)

Ion Românu

A fost muzician, interpret (vioară) și dirijor. A organizat corul Combinatului Siderurgic Reșița, cu care a câștigat de 5 ori locul I pe țară. A fost profesor la Colegiul de Artă Ion Vidu și dirijor al Filarmonicii Banatul. Din 1957 a fost directorul Filarmonicii, unde a coordonat instituția timp de 23 de ani.
Bustul său a fost realizat de Aurel Gheorghe Ardeleanu și dezvelit la 2 august 2013.
9 Pius Brânzeu (1911–2002)

Pius Brânzeu

A fost un medic chirurg, profesor și rector al Institutului de Medicină Timișoara, președinte al Societății Române de Flebologie. A fost membru activ al Academiei Romane. A fost, de asemenea, pictor, scriitor și jucător de șah. A organizat clubul de șah medicina Timișoara și a fost președinte de onoare al Federației Române de Șah.
Bustul său a fost realizat de Aurel Gheorghe Ardeleanu și dezvelit la 3 august 2015.
10 Eduard (Edouard) Pamfil (1912–1994)
A fost medic psihiatru, profesor la Universitățile de Medicină din Cluj și Timișoara, creatorul psihiatriei antropologice românești.
Bustul său a fost realizat de Luigi Ștefan Varga (n. 1951) și dezvelit la 2 august 2013.
11 Gheorghe Tohăneanu (1925–2008)

Gheorghe Tohăneanu

A fost filolog, traducător din latină și greacă, cu o operă vastă. A fost profesor universitar la Universitatea de Vest din Timișoara.
Bustul său a fost realizat de Aurel Gheorghe Ardeleanu și dezvelit la 1 august 2014.
12 Nicolae Boboc (1920–1999)

Nicolae Boboc

A fost compozitor, muzicolog, dirijor și artist emerit. A înființat Filarmonica din Arad, al cărui director a fost timp de 11 ani. Apoi a fost prim-dirijor la Filarmonica Banatul din Timișoara și la Opera din Timișoara. A fost director al Filarmonicii și al Operei.
Bustul său a fost realizat de Aurel Gheorghe Ardeleanu și dezvelit la 1 august 2014.
13 Anghel Dumbrăveanu (1933–2013)

Anghel Dumbrăveanu

Poet, prozator, eseist și traducător, a lăsat literaturii române peste 50 de volume de beletristică, unele traduse în mai multe limbi de circulație internațională, lucru care i-a adus numeroase premii naționale și internaționale.
Bustul său a fost realizat de Aurel Gheorghe Ardeleanu și dezvelit la 3 august 2015.
14 Carol Robert de Anjou (1288–1342)
Rege al Ungariei, întemeietor al dinastiei angevine. Între 1315–1323 și-a stabilit capitala la Timișoara, unde a construit un castel și a fortificat-o. În 1316 Carol Robert de Anjou se mută împreună cu regina Maria-Ecaterina, principesă de Teschen, în noul palat. La 19 decembrie 1317 Maria-Ecaterina s-a stins din viață și a fost înmormântată în biserica Sfânta Ecaterina din Timișoara.
Bustul său a fost realizat de Béla Szakáts (hu) și dezvelit la 9 mai 2015.
15 Ormós Zsigmond (1813–1894)

Ormós Zsigmond

A fost comite suprem al comitatului Timiș-Torontal (1871–1889), prefect al Timișoarei (1875–1889). Academician, jurist, scriitor, istoric, colecționar de artă și mecena. A fost președinte-fondator al Societății de Arheologie și Istorie din Ungaria de Sud (Banat). Și-a donat prin testament Muzeului de Artă colecția sa de pictură, grafică și artă decorativă italiană, flamandă, germană, austriacă, maghiară și bănățeană.
Bustul său a fost realizat de Béla Szakáts și dezvelit la 9 mai 2014.
16 Corneliu Miklosi (1887–1963)

Corneliu Miklosi

Inginer, director al Societății de Tramvaie Comunale Electrice și al Uzinei Electrice Comunale. În 1938 a inventat instalația de sudat șinele de tramvai la locul de montaj. În 1942 a introdus primele troleibuze. A fost profesor la Politehnică (1947–1962), academician (din 1955), fondatorul școlii românești de sudură și formatorul personalului Institutului de Sudură și Încercări de Materiale (ISIM) din Timișoara.
Bustul său, donat de filiala Timișoara a Academiei Române a fost realizat de Ina Popescu și dezvelit la 5 martie 2012.
17 Dositej Obradović (1740–1811)

Dositej Obradović

Născut la Ciacova, în Banat, a fost un ieromonah, scriitor și diplomat sârb. Iluminist, a influențat puternic cultura sârbă prin scrierile sale. A călătorit și a trăit în multe țări. O perioadă a predat la Iași. Spre sfârșitul vieții s-a stabilit în Serbia, unde a înființat „Marea Școală” din Belgrad, care avea să devină Universitatea din Belgrad.
Bustul său, donat de Uniunea Sârbilor din România, a fost realizat de Nikola Koka Janković (n. 1926) și dezvelit la 12 noiembrie 2011.
18 Ioachim Miloia (1897–1940)

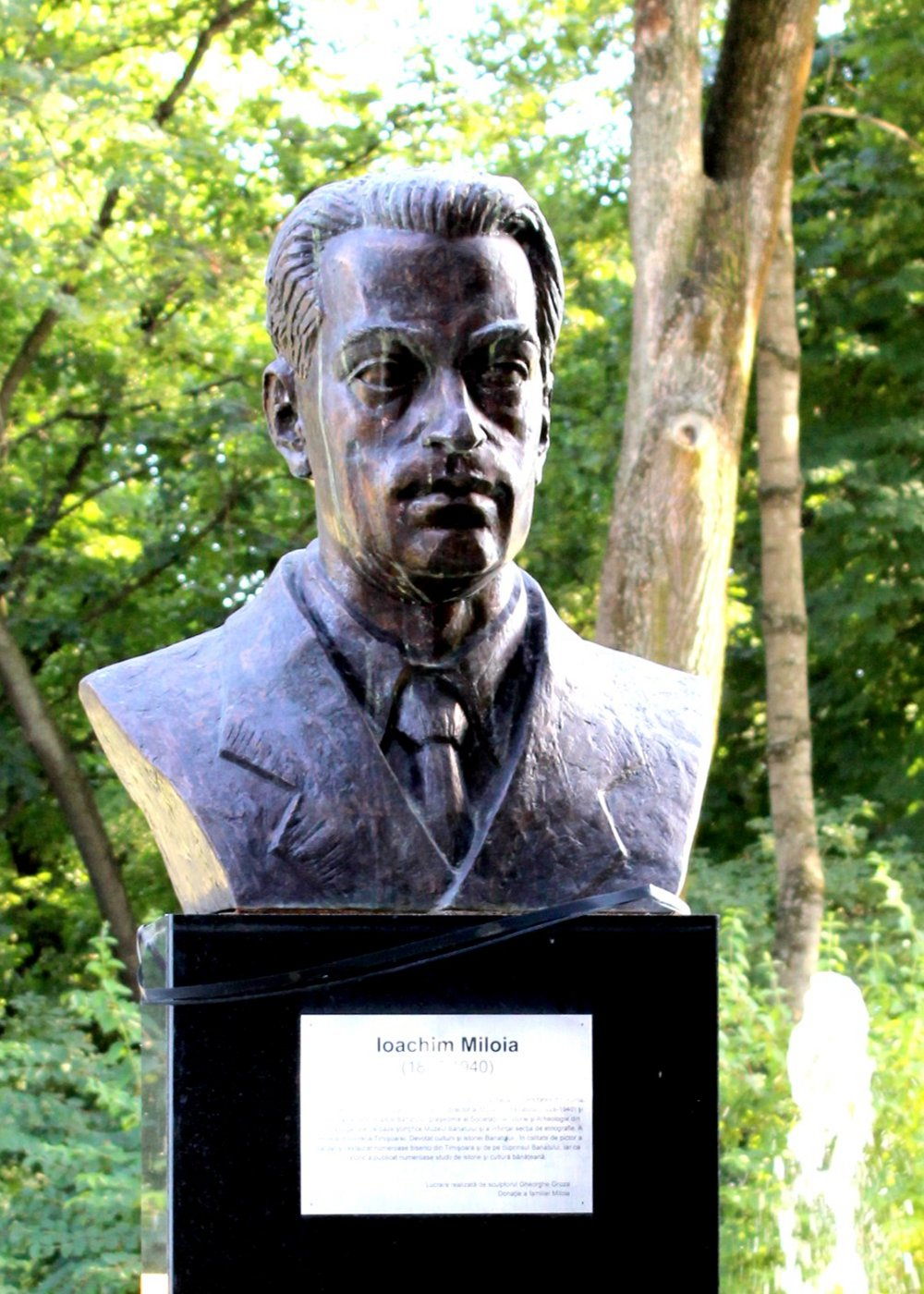
Ioachim Miloia

Cărturar erudit, format la Roma în istoria artelor, litere și filozofie, a fost un etnograf, istoric de artă și director al Arhivelor Statului și al Muzeului Banatului (1928–1940). A înființat Biblioteca Timișoarei, revista „Analele Banatului”, a sprijinit activitatea asociației culturale ASTRA, a întreprins numeroase săpături arheologice, a pictat și a restaurat pictura în numeroase biserici din Banat.
Bustul său, donație a familiei Miloia, a fost realizat de Gheorghe Groza (1899–1930) și dezvelit la 3 august 2011. 
19 Romul Ladea (1901–1970)

Romul Ladea

A fost un sculptor, profesor la Universitatea din Cluj și, din 1933, la Școala de Arte Decorative Timișoara. Maestru emerit al artei, a fost unul dintre continuatorii sculpturii figurative moderne, fiind considerat fondatorul școlii românești de sculptură modernă.
Bustul său a fost realizat de Péter Jecza și dezvelit la 3 august 2011.
20 Virgil Birou (1903–1968)

Virgil Birou

A fost un scriitor și publicist, promotor al romanului realist. A fost președinte al Societății Scriitorilor Români din Banat, membru al Uniunii Scriitorilor din România. În 1941 a organizat la București prima expozitie a cărții, artelor plastice și grafice din Banat.
Bustul său, donație a familiei Birou, a fost realizat de Romul Ladea și dezvelit la 3 august 2010.
21 Béla Bartók (1881–1945)

Béla Bartók

A fost un compozitor, pianist, muzicolog și folclorist de origine maghiară. În colaborare cu compozitorul Kodály Zoltán a realizat o culegere de muzică folclorică maghiară, românească, sârbească, croată, turcească și nord-africană, în 12 volume. A compus 153 piese pentru pian și șase cvartete de coarde.
Bustul său a fost realizat de Péter Jecza în 1973 și dezvelit la 30 noiembrie 2009.
22 János Török (1843–1892)

János Török

Primar al Timișoarei, în 1884 a introdus tramvaiele electrice și iluminatul public electric, făcând din Timișoara primul oraș din Europa iluminat public în acest fel. A fost promotorul construirii podurilor metalice. În timpul său în Timișoara a început o perioada de progres economic și cultural.
Bustul său a fost realizat de Béla Szakáts și dezvelit la 3 august 2009.
23 Carol Küttel (1818–1875)

Carol Küttel

Primar al Timișoarei în două perioade, a introdus tramvaiul cu cai. A pavat străzile și a construit liceul Lenau, teatrul și hoteluri. A extins clădirile spitalului și primăriei și a înființat brigada de pompieri voluntari. A redus implicarea militară a orașului.
Bustul său a fost realizat de Luigi Ștefan Varga (n. 1951) și dezvelit la 3 august 2009.
24 Stan Vidrighin (1876–1956)

Stan Vidrighin

A făcut parte din Marele Sfat Național Român și a fost primul primar al Timișoarei după unirea Banatului cu România (3 august 1919). Inginer, a realizat rețelele de utilități în Timișoara: electricitate, apă și canalizare și a reorganizat transportul în comun în regii autonome ale primăriei. A fost unul dintre fondatorii Școalei Politehnice din Timișoara și rector al ei.
Bustul său a fost realizat de Ștefan Alexandru Călărășanu (1947–2013) și dezvelit la 3 august 2009.